# Дерягин, Борис Владимирович
Бори́с Влади́мирович Деря́гин (27 июля [9 августа] 1902, Москва — 16 мая 1994, Москва) — советский и российский физикохимик, профессор (1935), член-корреспондент Академии наук СССР (1946), академик Российской академии наук (1992). Лауреат Государственной премии СССР.
Заложил основы современной науки о коллоидах и поверхностях, создав учение о расклинивающем давлении и поверхностных силах, теорию устойчивости коллоидов и тонких плёнок, известную в литературе, как теория ДЛФО. Предложил аппроксимацию Дерягина. Автор модели адгезионного контакта упругих тел (теория DMT).

## Биография
С 1936 по 1988 год возглавлял созданные им лабораторию и Отдел поверхностных явлений Института физической химии АН СССР. Много лет был главным редактором журнала «Коллоидный журнал».
Разработал учение о поверхностных силах и их влиянии на свойства дисперсных систем (коллоиды, пены, почвы, грунты, аэрозоли). Автор теории устойчивости коллоидов, прямых измерений молекулярного притяжения твёрдых тел, исследований особых свойств граничных слоёв жидкостей (граничных фаз) и взаимодействия газов с аэрозольными частицами и твёрдыми поверхностями, молекулярной теории трения и теории прилипания твёрдых тел.
В 1962—1973 годах предполагал существование особой разновидности воды — поливоды. Потом сам себя опроверг, обнаружив критическое влияние примесей — силикатов.
Похоронен на Ваганьковском кладбище (участок 2).

## Семья
- Первая жена — Анастасия Михайловна Дерягина, урождённая Самыгина (20 марта 1903?—?)[4], дочь литератора Марка Криницкого (Михаила Владимировича Самыгина)[5].
- Вторая жена — Нина Ивановна Дерягина, урождённая ? (4.03.1920—3.02.1981)[3].

## Награды и премии
- орден Октябрьской Революции (06.08.1982)
- два ордена Трудового Красного Знамени (10.06.1945; 1975)
- медали
- Государственная премия СССР (1991)
- Премия имени М. В. Ломоносова АН СССР (1958)

## Основные работы
- Адгезия. — М.; Л., 1949 (совместно с Н. А. Кротовой).
- Физико-химия нанесения тонких слоёв на движущуюся подложку. — М., 1959 (совместно с С. М. Леви).
- Что такое трение? 2-е изд. — М., 1963.
- Дерягин Б. В., Федосеев Д. В. Рост алмаза и графита из газовой фазы. — М.: Наука, 1977.
- Дерягин Б. В., Чураев Н. В., Муллер В. М. Поверхностные силы. — М.: Наука, 1985.